# Robert da Silva Almeida
Robert da Silva Almeida (Salvador, 3 april 1971), ook wel kortweg Robert genoemd, is een voormalig Braziliaans voetballer.

## Braziliaans voetbalelftal
Robert debuteerde in 2001 in het Braziliaans nationaal elftal en speelde 3 interlands.
1 Dida ·
2 Zé Maria ·
3 Lúcio ·
4 Edmílson ·
5 Léomar ·
6 Gustavo Nery ·
7 Leandro ·
8 Vampeta  ·
9 Sonny Anderson ·
10 Robert ·
11 Carlos Miguel ·
12 Carlos Germano ·
13 Evanílson ·
14 César Belli ·
15 Caçapa ·
16 Léo ·
17 Vágner ·
18 Fábio Rochemback ·
19 Júlio Baptista ·
20 Ramon ·
21 Washington ·
22 Magno Alves ·
23 Fábio Costa ·
Coach: Leão